# Янагихара, Ханья
Ханья Янагихара (англ. Hanya Yanagihara, род. 20 сентября 1974, Лос-Анджелес, штат Калифорния) — американская писательница.

## Биография
Янагихара родилась в Лос-Анджелесе в семье гематолога и онколога Ричарда Янагихары и эмигрантки из Сеула.
В 1995 году, окончив Колледж Смит, Янагихара переехала в Нью-Йорк, где несколько лет работала публицистом. Также она работала редактором в двух журналах: с 2007-го — в журнале для путешественников Conde Nast Traveler, с 2015-го — в T: The New York Times Style Magazine.

## Творчество
Первый роман Янагихары «Люди среди деревьев» увидел свет в 2013 году. Образ центрального персонажа целиком основан на Дэниеле Гайдузеке — педиатре и вирусологе, лауреате Нобелевской премии по физиологии и медицине, который в 1996 году был арестован по обвинению в педофилии и впоследствии признал свою вину. Роман написан в форме дневника, и сексуальность главного героя является одной из центральных его тем.
Успех Янагихаре принес ее второй роман «Маленькая жизнь», рассказывающий о четырех друзьях детства. Роман стал бестселлером и получил положительные отзывы критиков. Так, литературный обозреватель портала Meduza Галина Юзефович отметила его универсальность:
Почти все люди, пишущие и говорящие о «Маленькой жизни», расходятся. Для кого-то — это книга о том, что всей любви мира не хватит на то, чтобы залечить травму, нанесенную в детстве. Для кого-то — история про любовь и дружбу, а еще про то, что граница между ними зыбка и неопределенна. Для кого-то — брутальный мужской гей-роман с жестью и кровью. Для кого-то — история преодоления и возможности счастья при любом анамнезе, а для кого-то — рассказ про художника и парадоксы творчества или, того удивительнее, про математику и ее связь с реальностью.